# Атентат в дискотека „Ла Бел“
„Ла Бел“ (La Belle) е някогашна дискотека в Берлин, станала известна с извършен на 5 април 1986 г. бомбен атентат.
Жертва на атентата стават 3 души: 2 американски военнослужещи и туркиня. Събраните косвени улики като възложител на нападението сочат правителството на Либия. Това се потвърждава от решението на Федералния съд на Германия, според който зад терористичния акт стоят тайни служби на Либия.
На 10 август 2004 г. Либия се съгласява да изплати 35 млн. щатски долара на пострадалите и близките им.